# Sklop kuća uz crkvu sv. Ivana u Hvaru
Sklop kuća uz crkvu sv. Ivana u gradiću Hvaru, predstavlja zaštićeno kulturno dobro.

## Opis dobra
Sklop kuća s ograđenim dvorištem izgrađen je u predjelu Groda, sjeverno od crkve sv. Ivana. Sastoji se od kuće na sjeveru, izvorno ranogotičke građevine, renesansno-barokne kuće Karković na istoku i dvorišta koje je nastalo na položaju nekadašnjih romaničko-gotičkih kuća, čije tragove danas raspoznajemo u visokom ogradnom zidu, koji na zapadu ograđuje sklop. Ranogotičke kuće oporučno je 1590. godine ostavio kanonik Nikola Golubinić kako bi se na ovom prostoru sagradio ženski benediktinski samostan. Samostan se počeo graditi u dva krila, sjevernom i istočnom, s crrkvom sv. Ivana na jugu, ali nikada nije dovršen. Sjeverna kuća, koja se s juga naslanja na crkvu sv. Duha, sve je do kraja 20. stoljeća bila kučište i imala je romaničke odlike. Istočna građevina renesansno-baroknog oblikovanja sagrađena je oko 1600. godine, s reprezentativnim dvorišnim pročeljem kojim dominiraju vanjsko stubište i na 1. katu dva lučna prozora sa zabatnim zaključkom, te nad njima u osi pročelja plitak balkon s poluoblim vratima. Sklop kuća uz crkvu sv. Ivana nastao je na najstarijim stambenim kućama u Hvaru, ranogotičkog sloga, koje datiramo u prvi dio 14. stoljeća. Posebnost predstavlja renesansno-barokna kuća Karković, izvorno građena za samostanske potrebe, a kasnije preinačena u stambenu namjenu.

## Zaštita
Pod oznakom Z-6888 zaveden je kao nepokretno kulturno dobro - kulturno-povijesna cjelina, pravna statusa zaštićena kulturnog dobra, klasificirano kao "urbana cjelina".